# Liste de scandales sanitaires
 (décembre 2020).
 (mai 2023).
Si vous disposez d'ouvrages ou d'articles de référence ou si vous connaissez des sites web de qualité traitant du thème abordé ici, merci de compléter l'article en donnant les références utiles à sa vérifiabilité et en les liant à la section « Notes et références ».
 (août 2024).
- Si vous ne connaissez pas le sujet, laissez ce bandeau (vous pouvez alors contacter les auteurs).
- Si vous supprimez le contenu mis en cause (vous pouvez préalablement contacter les auteurs),

argumentez précisément cette suppression dans la page de discussion
(un manque de référence n'est pas un argument ; une recherche réelle de référence doit avoir été effectuée, être formellement documentée).
Les scandales sanitaires sont essentiellement des crises de confiance très médiatisées dans le système de contrôle sanitaire. Ils peuvent avoir pour origine des intoxications alimentaires, mais ce n'est pas toujours le cas. Certains de ces scandales peuvent mener à des crises sanitaires.

## Scandales alimentaires récents
Les principaux scandales alimentaires récents entrent dans 3 catégories :

### Altérations, mélanges avec des ingrédients non alimentaires, substitution d'ingrédient non déclarée
- 1937 : empoisonnements à l’élixir sulfanilamide aux États-Unis[1] ;
- 1981 : le scandale de l'huile frelatée en Espagne[2] ;
- 1980 : viande provenant d'animaux traités aux hormones (« bœuf aux hormones »), pratique qui sera interdite dans l'Union européenne fin 1980[3], mais toujours autorisée aux États-Unis en 2017[4] ;
- 1990 : découverte de trace de benzène dans quelques bouteilles d'eau pétillante Perrier qui provoque la chute de la marque[5] ;
- 1999 : crise de la dioxine, en mai 1999, large écho médiatique, aucun décès mais des dizaines de milliers de maladies et cancers d'après un chercheur[6],[7] ;
- juin 1999 : canettes de Coca-Cola ayant une mauvaise qualité du gaz carbonique et une contamination avec un fongicide provoque 300 malaises répartis en Belgique, au Luxembourg, en France aux Pays-Bas et en Allemagne[8]. La marque américaine est contrainte de détruire 90 millions de litres de boisson gazeuse. Les pertes sont estimées à 450 millions de francs ;
- 2008 : lait additionné de mélamine en Chine (scandale du lait frelaté en 2008)[9] ;
- 2008 : affaire de la mozzarella de la région de Naples[10] ;
- 2008 : scandale des fromages italiens avariés ou périmés et recyclés dans des produits vendus dans toute l'Europe[11] ;
- 2013 : fraude à la viande de cheval de 2013 : viande de cheval vendue comme viande de bœuf, en tant qu'ingrédient dans des plats cuisinés[12] ;
- 2013 : les tartes au chocolat des magasins Ikea contaminées avec de la matière fécale[13] ;
- 2017 : le scandale des œufs contaminés au fipronil[14] ;
- 2020 : contamination du sésame à l'oxyde d'éthylène[15].

### Zoonoses(maladies animales transmissibles à l'humain)
- 1996 : la « crise de la vache folle » (encéphalopathie spongiforme bovine), avec un retentissement médiatique énorme et 223 victimes dans le monde en 2017[16] ;
- 2004 : Influenza aviaire H5N1 : inquiétude durable mais jamais concrétisée entre 2004 et 2006 en France.

### Toxi-infections alimentaires collectives
- années 1950 : poissons contaminés au mercure dû au rejet d'une usine locale dans la baie de Minamata (Japon) ; leurs consommations provoquent plusieurs milliers de malades (Maladie de Minamata) ;
- 2011 : « crise du concombre » en Europe[17], plusieurs morts à la suite d'une épidémie de E. coli, attribuée à tort à une contamination de ce légume provenant d'Espagne ; il s'est avéré en fait que la toxi-infection avait été causée par des graines germées de haricots mungo en provenance d'Allemagne ;
- 2012 : norovirus (gastro-entérite virale) en Allemagne, 11 000 écoliers malades[18] à cause de fraises chinoises congelées ;
- 2014 : crises de listériose, par exemple au Danemark en 2014, 15 morts[19] à cause d'un produit de charcuterie ;
- 2015 : épidémie de E. coli aux États-Unis dans la chaîne de restauration Chipotle Mexican Grill[20] ; pas de décès mais un impact durable ;
- 2015-2016 : crises de salmonellose, par exemple sur des concombres aux États-Unis en 2015-2016[21], 6 morts ;
- 2017-2018 : lait infantile Lactalis contaminé ;
- 2018 : affaire Veviba en Belgique, concernant une entreprise de traitement de la viande qui fournissait Delhaize et Colruyt et 30 % du volume belge[22] ;
- 2015-2018 : listeria dans les légumes surgelés produits par une usine hongroise de Greenyard, entraînant 9 morts en 3 ans[23],[24] ;
- 2022 : au moins 41 cas de syndrome hémolytique et urémique, dont 2 fatals, en France à la suite d'une contamination à E.coli de pizzas surgelées Fraîch’Up de Buitoni. La chaine de production de Caudry a été fermée[25],[26] ;
- Avril 2022 : fermeture de l'usine Kinder d'Arlon (Wallonie) à l’origine de cas de salmonellose[27] ;

## Scandales environnementaux récents
- 1976 : 
  - scandale du Love Canal aux États-Unis ;
  - catastrophe de Seveso en Italie ;
- 1984 : catastrophe de Bhopal, Inde ;
- 1986 : catastrophe nucléaire de Tchernobyl en république socialiste soviétique d'Ukraine ;
- années 1990 : affaire de l'amiante en France ;
- 1999 : naufrage de l'Erika ;
- années 2000 : oxyde d'éthylène ;
- 2015 : affaire Volkswagen et scandale des émissions des moteurs diesel ;
- 2017 : scandale présumé (enquête en cours) de la pollution à l'acide en 2017 d'ArcelorMittal à Florange[28].
- 2025 : scandale pollution au cadmium.

## Crises de santé publique
Les soins médicaux ne sont pas sans risque et se justifient par l'analyse de leur balance bénéfice - risque. Toutefois certains manquements ont pu conduire à des crises ou scandales sanitaires :
- 1901, États-Unis : accident sanitaire de contamination de l'antitoxine contre la diphtérie ;
- 1917, États-Unis : affaire des « Radium Girls », des ouvrières américaines avaient été exposées à de fortes doses de rayonnements ionisants pendant de longues périodes à cause du radium contenu dans une peinture utilisée pour marquer des cadrans lumineux ;
- 1930, Allemagne : vaccinations mortelles de Lübeck ;
- 1932-années 1970, États-Unis : étude de Tuskegee sur la syphilis ;
- 1952, France : affaire de la poudre Baumol ;
- 1953-1954, France : affaire du Stalinon ;
- 1955, États-Unis : après de graves épidémies de poliomyélite, le gouvernement américain valide le procédé de vaccination inventé par Jonas Salk. Les Laboratoires Cutter distribuent, par erreur, 120 000 doses de vaccin contenant le virus vivant.
- 1961-… : affaire du thalidomide ;
- 1971-1977, scandale du Distilbène ;
- 1972 : affaire du talc Morhange ;
- 1972 / 2000-… : scandale de la chlordécone aux Antilles françaises ;
- 1980 et 1988, France : affaire de l'hormone de croissance ;
- 1984-2002, France, affaire du sang contaminé ;
- 1991 : affaire de l'Isoméride ;
- 1999-2004 : affaire de l'anti-inflammatoire Vioxx[29],[30] ;
- 2005-2010 : affaire des implants mammaires PIP ;
- 2008 : contamination de l'héparine chinoise en 2008 ;
- 2008-2015 : affaire des grossesses sous Dépakine ;
- 2009 : crise de la vaccination contre la grippe A H1N1 ;
- 2010-2012 : biberons stérilisés à l'oxyde d'éthylène en milieu hospitalier ;
- 2010 : affaire du Mediator ;
- 2011 : scandale de l'hôpital de Stafford ;
- 2012- : crise des implants vaginaux ou Implant Files ;
- 2015-2019 : crise des implants mammaires texturés cancérogènes (retirés du marché français en 2019) ;
- 2016- : affaire du dispositif médical Essure (classe III) ;
- 2016- : crise de la durée de vie des TAVI ou Implant Files ;
- 2017- : crise du Levothyrox aboutissant à la mise en examen pour tromperie aggravée de Merck et de l'ANSM en 2022 ;
- 2018- : au moins 654 entreprises européennes ne respectent pas le règlement REACH et utilisent 970 substances interdites[31] ;
- 2019 : crise des traitements au 5-FU de patients déficients en DPD (test devenu obligatoire en 2019 en France) ;
- 2019 : crise des opioïdes, surprescription d'opiacés à fort risque d’accoutumance (comme l'oxycodone ; procès en Oklahoma en 2019 contre Johnson & Johnson)[32] ;
- 2020 : polémiques sanitaires liées à la Covid-19 en France[33].